# Франкування
Франкування — торговельна угода, у вартість якої включаються витрати з доставки товару на місце призначення; оплата поштових витрат.